# Cantón Santa Ana
Cantón Santa Ana är en kanton i Ecuador.   Den ligger i provinsen Manabí, i den västra delen av landet, 230 km sydväst om huvudstaden Quito.